# Rio Grande, Brazilia
Rio Grande este un oraș în Rio Grande do Sul (RS), Brazilia.